# Nordwind (Schiff, 1958)
Die Nordwind war ein 1958 in Dienst gestelltes deutsches Frachtschiff der Nordstern Reederei G.m.b.H, Hamburg, das mit anderen Schiffen von 1967 bis 1975 im Großen Bittersee im Sueskanal festsaß.

## Geschichte
Die Nordwind wurde 1958 als Frachtmotorschiff bei der Flensburger Schiffbau-Gesellschaft in Flensburg gebaut und von der Nordstern Reederei in Dienst gestellt. Die Nordwind fuhr in Charter der Deutschen Dampfschifffahrts-Gesellschaft „Hansa“ in Bremen.
Am 5. Juni 1967 fuhr die Nordwind unter Kapitän Gerhard Lomer in einem Konvoi von 14 Frachtschiffen von Port Taufiq bei Sues kommend den Sueskanal nordwärts, als der Sechstagekrieg ausbrach. Die Schiffe gingen im Großen Bittersee, der breitesten Stelle im Kanal, vor Anker. Da in der Folge der Kanal durch absichtliche Schiffsversenkungen blockiert wurde, lagen die Schiffe auf unbestimmte Zeit fest.
Die wegen des allgegenwärtigen Staubs als Gelbe Flotte bezeichneten Schiffe wurden nicht in Mitleidenschaft gezogen, obwohl sie zeitweise im Kampfgebiet lagen. Ein Teil der Mannschaften konnte nach einigen Wochen die Schiffe verlassen, der Rest wurde regelmäßig ausgetauscht. Auf den Schiffen und zwischen den Besatzungen entwickelte sich ein ausgeprägtes Zusammengehörigkeitsgefühl. Im Herbst 1967 wurde von den Besatzungen der Schiffe auf der Melampus die „Great Bitter Lake Association“ gegründet, eine Vereinigung mit dem Ziel der Förderung der Freundschaft und der gegenseitigen Hilfe.

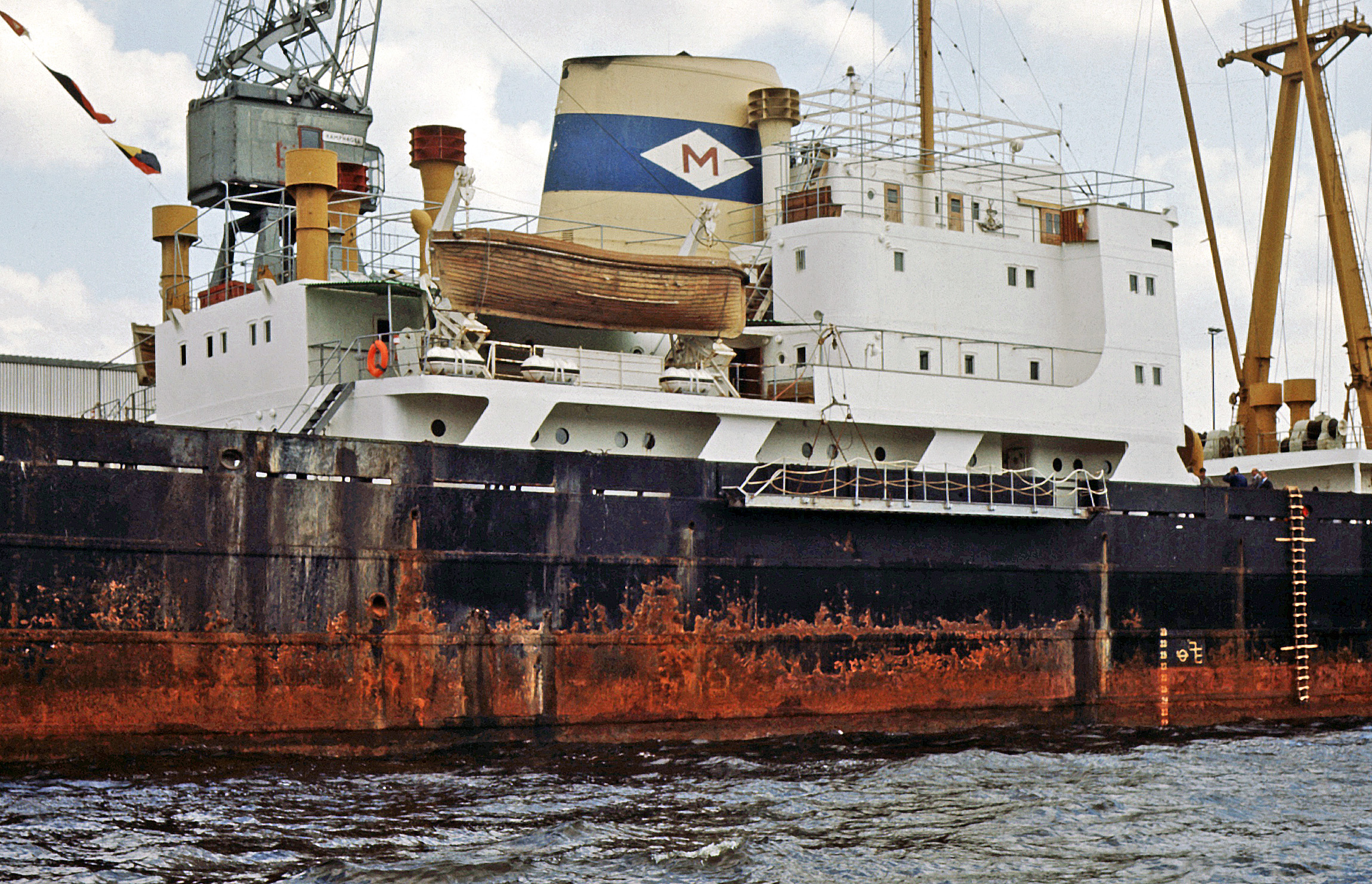
Aufbau und Rumpf der Nordwind 1975

Zur Kostenreduktion wurden die Schiffe ab 1969 in Gruppen (MüWiNiKiEs, LedMelAga und DjaBiPorSt) zusammengefasst, die jeweils von einer einzigen Besatzung von etwa 10 Mann betreut wurden. Zur Gruppe der Nordwind zählten neben der deutschen Münsterland noch ein französisches und zwei schwedische Schiffe. In dieser Zeit entstand eine Reihe von handgemalten Briefmarken mit den Gruppennamen der Schiffe, welche von der ägyptischen Post anerkannt wurden. Die so freigemachten Briefe stellen gesuchte Sammlerstücke dar. Während der achtjährigen Liegezeit in den Bitterseen brach 1973 der Jom-Kippur-Krieg aus, in dessen Verlauf der etwas abseits ankernde amerikanische Frachter African Glen von israelischen Kampfjets versenkt wurde, da er von ägyptischen Soldaten als Beobachtungsposten genutzt wurde.
Über die Jahre hielt die Rumpfmannschaft das Schiff soweit in Stand, dass es bei der Wiedereröffnung des Kanals am 7. Mai 1975 aus eigener Kraft den Sueskanal verlassen konnte. Die Nordwind kam am 24. Mai 1975 nach sieben Jahren, 11 Monaten und 2 Tagen unter großer öffentlicher Anteilnahme in Hamburg an. Sie wurde überholt und weiter eingesetzt.
Das Schiff wurde 1979 nach Griechenland verkauft und unter dem Namen Rodanthi A. und später Centaurus weiter betrieben. Es wurde in Shanghai ab dem 28. Mai 1985 abgewrackt.